# Antoine Van der Auwera
Antoine Vander Auwera is een Vlaams acteur. Hij speelde onder andere in de televisieserie Terug naar Oosterdonk. Verder had hij rollen in het theater en speelde hij mee in een tal van series. Naast het acteren geeft hij ook les in dramatische expressie op 'De! Kunsthumaniora' te Antwerpen (België).

## Series, films, theater
- Wolven (televisie, 2012-2013)
- Dubbelleven (televisie, 2010)
- Wolf (film uit 2010)
- De Smaak van De Keyser (2008-2009)
- Witse (2008)
- Katarakt (2 afleveringen, 2007-2008), Jos/...
- Kinderen van Dewindt (4 afleveringen, 2005-2007), agent/...
- Aspe (1 aflevering, 2006),  Pol De Wachter
- Flikken (2 afleveringen, 2001-2006),  gerant/Brecht Teugels
- F.C. De Kampioenen (1 aflevering, 2005), mijnheer Cooreman
- Thuis (1 aflevering, 2005), Vandesype
- De Wet volgens Milo (1 aflevering, 2005),  advocaat van Patrick
- Witse (1 aflevering, 2005), Kris Roelants
- Bed & Breakfast (2004)
- Kaat & co (2004)
- Wittekerke (televisieserie, 1993), Philippe Goedtvrient (2000, 2001)
- Spoed (3 afleveringen, 2000), Marc
- Terug naar Oosterdonk (miniserie, 1997), Den Bult
- Heterdaad (1 aflevering), Marc Brabants
- De gesloten kamer (1993)
- Het contract (televisie, 1992)
- Familie (1992), postbode
- De bossen van Vlaanderen (televisie, 1991), Jules Ceuppens
- Zondag (1991)
- Geschiedenis mijner jeugd (televisie, 1983), Jean Balthazar